# Celles-sur-Ource
Celles-sur-Ource ist eine französische Gemeinde mit 489 Einwohnern (Stand: 1. Januar 2022) im Département Aube in der Region Grand Est (vor 2016 Champagne-Ardenne). Sie gehört zum Kanton Bar-sur-Seine im Arrondissement Troyes. 

## Geographie
Celles-sur-Ource liegt etwa 33 Kilometer südöstlich von Troyes nahe der Mündung der Ource in die Seine.
Nachbargemeinden sind Merrey-sur-Arce im Nordwesten und Norden, Ville-sur-Arce im Nordosten, Landreville im Osten, Neuville-sur-Seine im Südosten und Süten, Buxeuil im Süden und Südwesten, Polisy im Südwesten, Polisot im Westen sowie Bar-sur-Seine im Nordwesten.
Im Gemeindegebiet liegt der Flugplatz Bar-sur-Seine.

## Bevölkerungsentwicklung
| Jahr                       | 1962 | 1968 | 1975 | 1982 | 1990 | 1999 | 2006 | 2011 | 2019 |
| -------------------------- | ---- | ---- | ---- | ---- | ---- | ---- | ---- | ---- | ---- |
| Einwohner                  | 494  | 525  | 531  | 505  | 485  | 455  | 441  | 486  | 490  |
| Quellen: Cassini und INSEE |      |      |      |      |      |      |      |      |      |

## Sehenswürdigkeiten

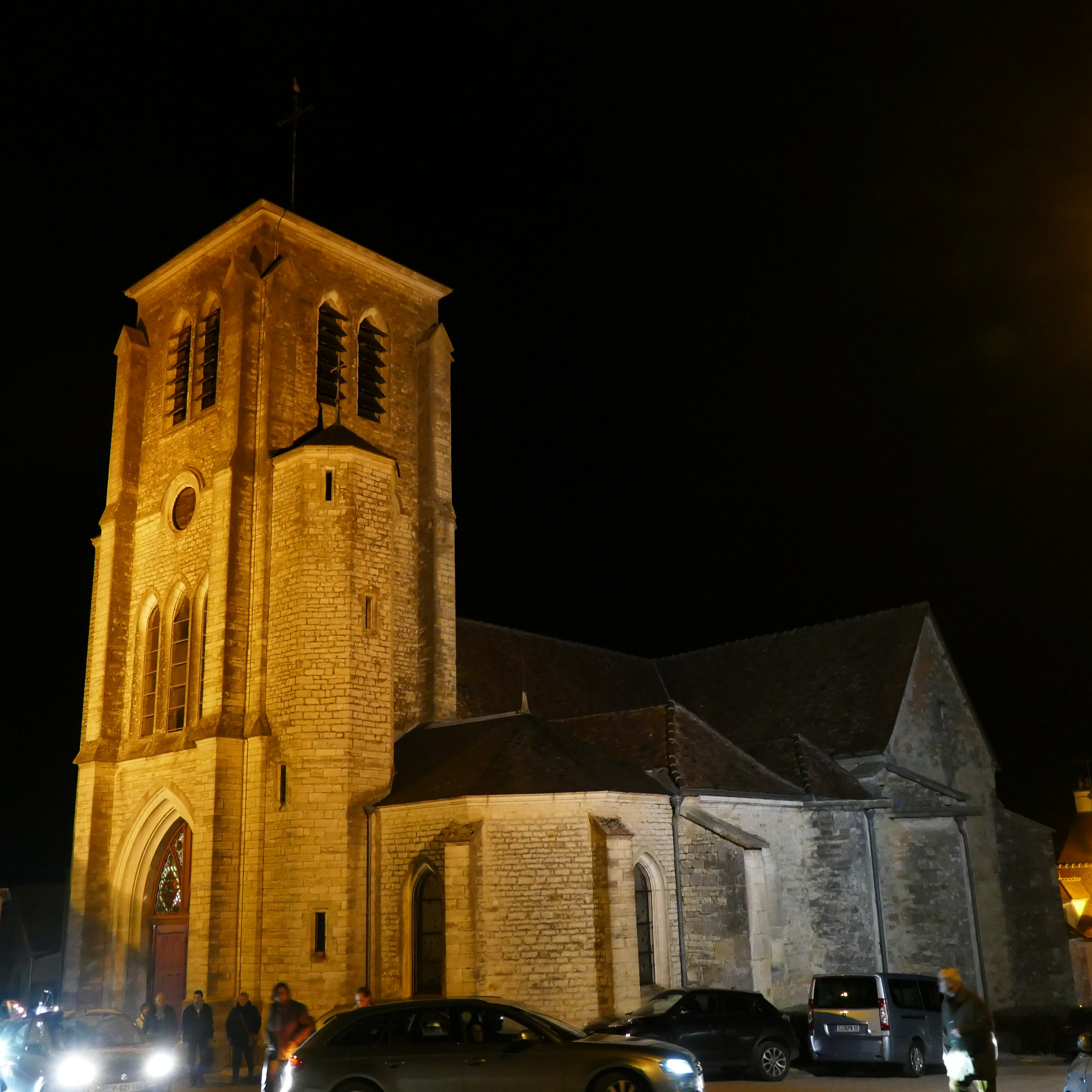
Kirche Sainte-Marie-Madeleine
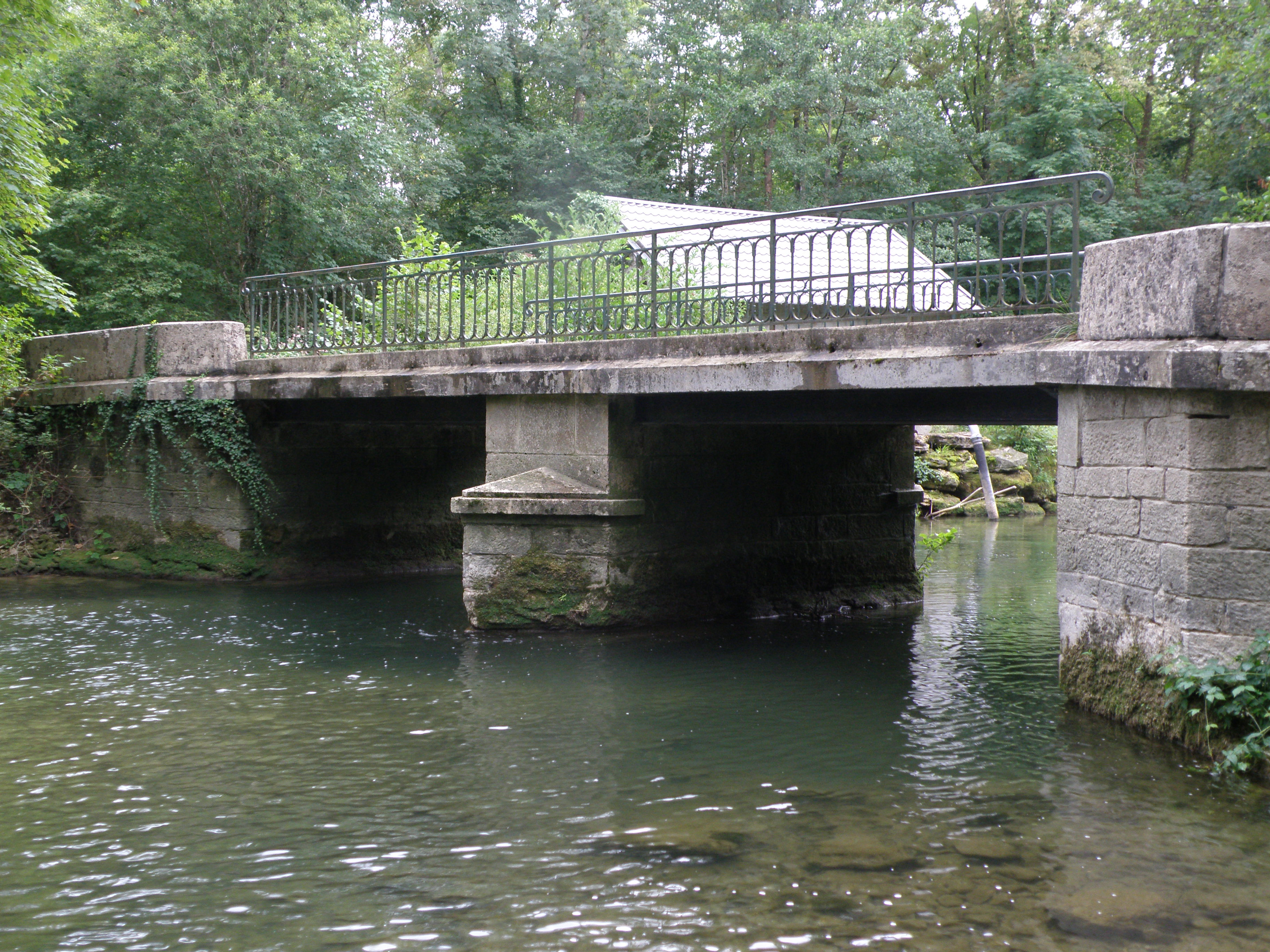
Alte Ource-Brücke zum ehemaligen Kloster Mores
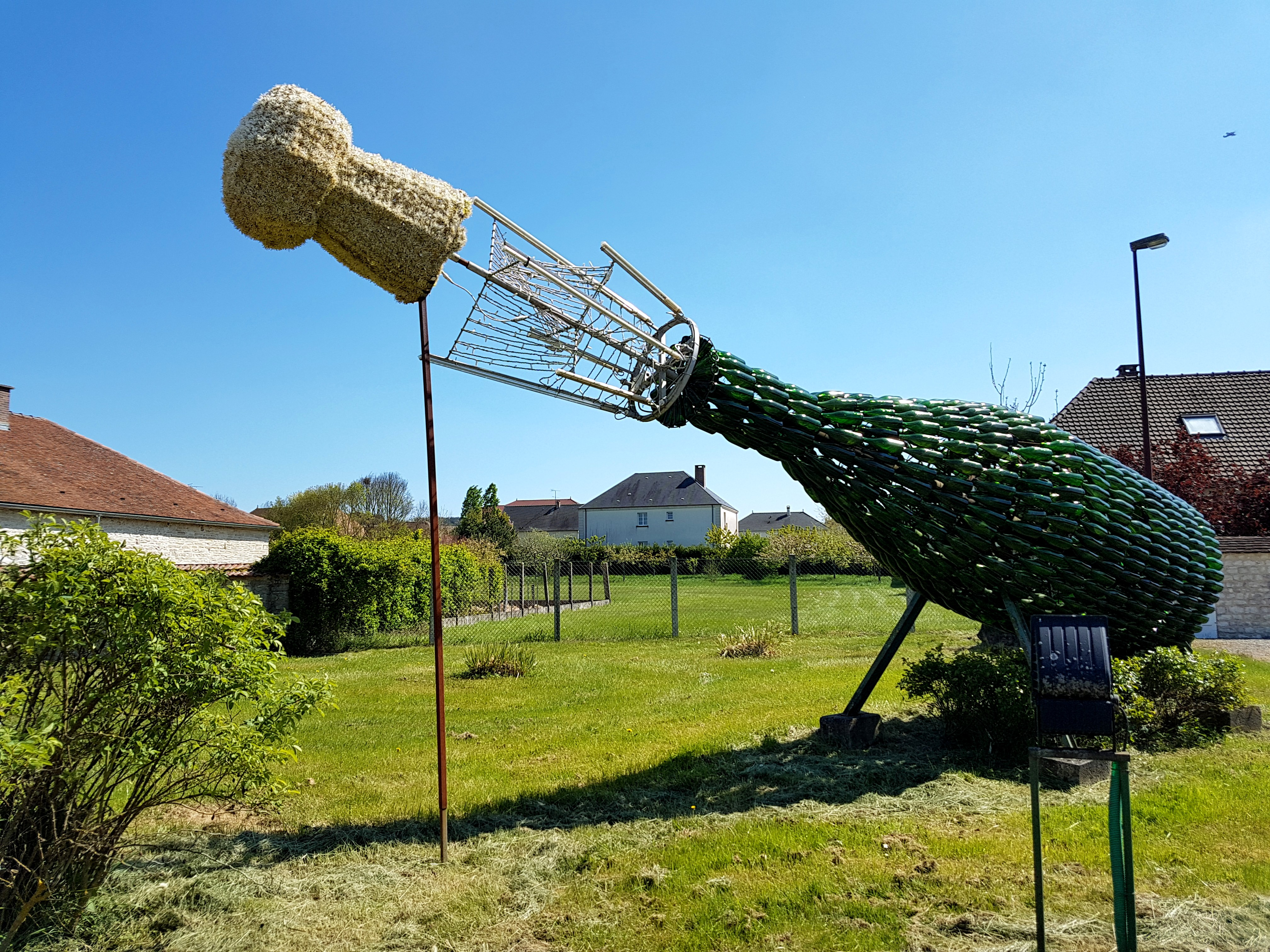
Champagnerskulptur

- Zisterzienserkloster Notre-Dame in Mores, 1153 gegründet, 1791 aufgelöst, nur noch Ruinen vorhanden
- Skulptur einer Champagnerflasche

- Kirche Sainte-Marie-Madeleine
- Alte Ource-Brücke zum ehemaligen Kloster Mores
- Champagnerskulptur